# Аридхис, Омеро
Оме́ро Ари́дхис Фуэ́нтес (исп. Homero Aridjis Fuentes; 6 апреля 1940, Контепек, штат Мичоакан) — мексиканский поэт, прозаик, общественный деятель, дипломат, крупнейшая фигура латиноамериканской культуры.

## Биография
Отец — грек из-под Смирны, мать — мексиканка. Рано начал читать, писать стихи и прозу. В 1959 году получил стипендию Мексиканского писательского центра и Фонда Рокфеллера. Участвовал в организованном ПЕН-клубом Всемирном конгрессе писателей в Нью-Йорке под председательством Артура Миллера (1966), на котором были представлены крупнейшие фигуры латиноамериканской словесности.
Служил послом Мексики в Нидерландах, Швейцарии, ЮНЕСКО. В 1997—2003 годах возглавлял Международный ПЕН-клуб. Деятельный культурный организатор, активный участник экологического движения. Приглашённый профессор крупнейших университетов США, Канады, Нидерландов, Австрии.

## Произведения

### Поэзия
- «Los ojos desdoblados», Ed. La Palabra, México, 1960
- «Antes del reino», Ed. Era, Mexico, 1963
- «Mirándola dormir», Ed. Joaquín Mortiz, México, 1964 (Премия Хавьера Вильяуррутии)
- «Perséfone», Ed. Joaquín Mortiz, México, 1967
- «Ajedrez-Navegaciones», Ed. Siglo XXI, México, 1969
- «Los espacios azules», Ed. Joaquín Mortiz, México, 1969
- «Quemar las naves», Ed. Joaquín Mortiz, México, 1975
- «Vivir para ver», Ed. Joaquín Mortiz, México, 1977
- «Construir la muerte», Ed. Joaquín Mortiz, México, 1982
- «Imágenes para el fin del milenio» & «Nueva expulsión del paraíso», Ed. Joaquín Mortiz, México, 1990
- «El poeta en peligro de extinción», Ediciones El Tucán de Virginia, México, 1992
- «Tiempo de ángeles», Espejo de Obsidiana, México, 1994
- «Ojos de otro mirar», Ediciones El Tucán de Virginia, México, 1998
- «El ojo de la ballena», Fondo de Cultura Económica, México, 2001
- «Los poemas solares», Fondo de Cultura Económica, México, 2005.
- «Los poemas soñados», Fondo de Cultura Económica, México, 2011

### Романы
- «La tumba de Filidor», Ed. La Palabra, México, 1961
- «El poeta niño», Fondo de Cultura Económica, México, 1971
- «El encantador solitario», Fondo de Cultura Económica, México, 1973
- «1492: vida y tiempos de Juan Cabezón de Castilla», Ed. Siglo XXI, México, 1985 (исторический роман, премия Гринцане Кавур за лучший переводной роман, книга года по версии New York Times)
- «Memorias del nuevo mundo», Editorial Diana, México, 1988
- «La leyenda de los soles», Fondo de Cultura Económica, México, 1993
- «El señor de los últimos días: Visiones del año mil», Alfaguara, México, 1994
- «¿En quién piensas cuando haces el amor?», Alfaguara, México, 1996
- «La montaña de las mariposas», Alfaguara, México, 2000
- «La zona del silencio», Alfaguara, México, 2002
- «El hombre que amaba el sol», Alfaguara, México, 2005
- «Sicarios», Alfaguara, México, 2007
- «Los invisibles», Fondo de Cultura Económica, México, 2010
- «Los perros del fin del mundo», Alfaguara, México, 2012

### Новеллы
- «Noche de independencia», Ed. Ultramar, Salvat, Madrid, 1978
- «Playa nudista y otros relatos», Ed. Argos Vergara, Barcelona, 1982
- «La Santa Muerte», Alfaguara, México, 2004

### Театр
- «Espectáculo del año dos mil», Ed. Joaquín Mortiz, México, 1981
- «El último Adán», Ed. Joaquín Mortiz, México, 1986
- «Gran teatro del fin del mundo», Joaquín Mortiz, México, 1989

### Эссе
- «Apocalipsis con figuras», Taurus, México, 1997

## Признание
Художественная премия штата Мичоакан Эрендира (2005), премия Роже Каюа (Франция), Золотой ключ от Смедерева (Сербия) и др. награды. Почетный доктор Индианского университета.